# Ludwig Thomas (Politiker)
Christian Günther Ludwig Thomas (* 24. Oktober 1810 in Kindelbrück; † 28. Oktober 1891 in Sondershausen) war ein Geistlicher und Politiker im Fürstentum Schwarzburg-Sondershausen.

## Leben

### Familie
Ludwig Thomas war der Sohn des Kaufmanns Johann Friedrich Christoph Thomas (1783–1838 in Kindelbrück) und seiner Ehefrau Dorothea Sophie Friederike geb. Hallensleben (1785–1845). Die Familie zog 1813 nach Sondershausen, die Heimat der Mutter. Er heiratete am 21. Dezember 1843 in Zeitz Friederike Johanne Louise Brehme (* 16. Juli 1818 in Weida, † 24. November 1901 in Sondershausen). Das Ehepaar hatte sieben überlebende Kinder.

### Berufsgang
Thomas besuchte das Gymnasium in Nordhausen und studierte 1830 bis 1833 Theologie in Jena. Dort wurde er 1830 Mitglied der Burschenschaft Arminia. 1841 wurde er in Sondershausen ordiniert und erhielt das Pfarrvikariat in Großfurra. Im November 1843 wurde er in die Pfarrstelle von Badra eingewiesen. Bei Gründung des Thüringer Kirchenblatts 1849 sagte er seine Mitarbeit zu. Im August 1850 erhielt er die Befugnisse eines Superintendenten im Sprengel Sondershausen. Im März 1859 schließlich erhielt er die Pfarrstelle in Holzthaleben, die er bis zur Pensionierung im Oktober 1887 innehatte. Im März 1866 erhielt er die Superintendentur des Ebelebener Bezirks anstelle von Sondershausen; davon ließ er sich zum Ende 1881 entbinden.
Im Februar 1872 wurde Thomas mit dem Titel „Konsistorialrat“ geehrt; im Jahr darauf erhielt er das Schwarzburgische Ehrenkreuz III. Klasse.

### Politik
Thomas gehörte über 23 Jahre dem Landtag von Schwarzburg-Sondershausen an. Er wurde Ende 1851 in Badra (3. Sondershäuser Wahlkreis) in direkter gleicher geheimer Wahl zum Abgeordneten gewählt. Bei der Konstitution des Landtags unternahm der Regierungschef und Abgeordnete Friedrich Chop den Versuch, die regierungskritische Gruppe um den Abgeordneten (und Amtsvorgänger von Chop) Albert von Holleuffer mittels Wahlanfechtung zu schwächen. Thomas überstimmte mit der Holleuffer-Gruppe Chops Anfechtungsantrag; da Chop sich darauf ohne zuverlässige Mehrheit sah, trat er von allen Ämtern zurück. Seinem Vertreter Schönemann blieb die Aufgabe, die junge liberale Landesverfassung den restaurativen Forderungen des Bundesreaktionsbeschlusses anzupassen. Dabei wurde besonders das Wahlrecht tiefgreifend umgestaltet, indem ein Zwei-Klassen-System eingeführt wurde kombiniert mit einem rudimentären Zweikammersystem, wobei der Fürst eine Vorschlagsliste erstellte, aus der die gewählten Abgeordneten vier Personen zu lebenslangen Landtagsmitgliedern auswählen sollten.
Von diesen Neuerungen war Thomas selbst betroffen, indem er zum nächsten Landtag Ende 1853 zwar nicht gewählt wurde, aber von Fürst Günther als lebenslanges Mitglied vorgeschlagen und vom Landtag bestätigt wurde. Der folgende Landtag (November und Dezember 1855), nun unter der Regierung von von Elsner, führte weitere scharfe Restriktionen beim Wahlrecht ein; u. a. wurden die lebenslangen Mitglieder jetzt einfach vom Fürsten ernannt. Thomas legte im Mai 1857 (vor Beginn des nächsten Landtags im Juni) sein Amt nieder.
Kurz vor Beginn des Landtags von 1873 trat Eduard von Wurmb, der als Nachfolger von Thomas ernannt worden war, von seiner Aufgabe zurück, und Thomas wurde erneut zum lebenslangen Landtagsmitglied berufen. Er blieb bis zum Tod im Amt.
Spätestens ab 1873 stand Thomas den Nationalliberalen nahe. Er unterstützte die Reichstags-Wahlwerbung für Valentin 1873 und für Oscar Schoenemann 1881.

## Nachweise
1. ↑  Todesanzeige und Nachruf in Regierungs- und Nachrichtsblatt für das Fürstenthum Schwarzburg-Sondershausen vom 29. und 31. Oktober 1891, S. 520 und 522.
2. ↑  Todesanzeige in Der Deutsche. Zeitung für Thüringen und den Harz vom 25. November 1901 Nr. 276.
3. ↑  Genealogisches Handbuch bürgerlicher Familien. Band 5, 1897, S. 114.
4. ↑  Namensverzeichnis der Studierenden in Jena No. 8 (SS 1830), Nr. 514, bis No. 13 (WS 1832/33), Nr. 533.
5. ↑  Fürstlich Schwarzb. Regierungs- und Intelligenz-Blatt vom 24. April 1841, S. 144f.; Pfarrerbuch S. 387 und 38.
6. ↑  Fürstlich Schwarzb. Regierungs- und Intelligenz-Blatt vom 11. November 1843, S. 363.
7. ↑  Vgl. die erste Ausgabe vom 20. Juli 1849, S. 1. (Erschienen bis 1851.)
8. ↑  Fürstlich Schwarzb. Regierungs- und Intelligenz-Blatt vom 17. August 1850, S. 349.
9. ↑  Fürstlich Schwarzb. Regierungs- und Intelligenz-Blatt vom 12. März 1859, S. 111; Regierungs- und Nachrichtsblatt für das Fürstenthum Schwarzburg-Sondershausen vom 1. Oktober 1887, S. 469.
10. ↑  Der Deutsche. Sondershäuser Zeitung vom 29. März 1866, S. 303; Regierungs- und Nachrichtsblatt für das Fürstenthum Schwarzburg-Sondershausen vom 31. Dezember 1881, S. 625.
11. ↑  Der Deutsche. Sondershäuser Zeitung vom 13. Februar 1872, S. 139; Regierungs- und Nachrichtsblatt für das Fürstenthum Schwarzburg-Sondershausen vom 11. Februar 1873, S. 69.
12. ↑  Fürstlich Schwarzb. Regierungs- und Intelligenz-Blatt vom 13. Dezember 1851, S. 385f.
13. ↑  Verhandlungen des dritten ordentlichen Landtags, Sitzung vom 3. Januar 1852, S. 2–4; Fürstlich Schwarzb. Regierungs- und Intelligenz-Blatt vom 10. Januar 1852, S. 11.
14. ↑  Protokolle der Deutschen Bundesversammlung vom Jahre 1851. Frankfurt a. M., S. 271–274.
15. ↑  Wahlgesetz vom 1. Oktober 1852 (Gesetz-Sammlung 1852 Nr. 62).
16. ↑  Das war zunächst mit einigen Umständen verbunden (Verhandlungen des vierten ordentlichen Landtags, Sitzung vom 2. Dezember 1853, S. 6–11); die Verpflichtung war in der Sitzung am 13. Dezember, S. 21.
17. ↑  Wahlgesetz vom 14. Januar 1856 (Gesetz-Sammlung 1856 Nr. 4).
18. ↑  Fürstlich Schwarzb. Regierungs- und Intelligenz-Blatt vom 2. Mai 1857, S. 230.
19. ↑  Regierungs- und Nachrichtsblatt für das Fürstenthum Schwarzburg-Sondershausen vom 15. März 1873, S. 125.
20. ↑  Der Deutsche. Zeitung für Thüringen und den Harz vom 19. Dezember 1873 Nr. 297 bzw. vom 21. Oktober 1881 Nr. 274.

| Personendaten    | Personendaten                                         |
| ---------------- | ----------------------------------------------------- |
| NAME             | Thomas, Ludwig                                        |
| ALTERNATIVNAMEN  | Thomas, Christian Günther Ludwig (vollständiger Name) |
| KURZBESCHREIBUNG | deutscher Geistlicher und Politiker                   |
| GEBURTSDATUM     | 24. Oktober 1810                                      |
| GEBURTSORT       | Kindelbrück                                           |
| STERBEDATUM      | 28. Oktober 1891                                      |
| STERBEORT        | Sondershausen                                         |